# داران
داران مرکز شهرستان فریدن و یکی از شهرهای تاریخی استان اصفهان در مرکز ایران است. داران در زمان صفوی «دارالاماره» بوده که به مناسبت زندگی خان‌ها و رهبران عشایر بختیاری که در این محل می‌زیستند، بدین نام خوانده شده‌ است.
جمعیت داران بر اساس سرشماری مرکز آمار ایران در سال ۱۳۹۵، برابر با ۲۰٬۰۷۸ نفر (۵٬۸۸۱ خانوار) بوده‌است.

## جغرافیا
داران در ۳۲ درجه و ۵۸ دقیقه و ۴۵ ثانیه عرض شمالی و ۵۰ درجه و ۲۵ دقیقه طول شرقی نسبت به نصف‌النهار گرینویچ قرار دارد.
ارتفاع داران از سطح دریا ۲۳۹۰ متر است و از شهرهای مرتفع و سرد کشور با آب‌وهوایی معتدل و خشک می‌باشد که تابستان‌هایی معتدل و زمستان‌هایی بسیار سرد دارد. بیشترین درجه حرارت در تابستان ۳۵ درجه سانتی گراد بالای صفر و کم‌ترین آن، در زمستان ۲۰ درجه زیر صفر است. میانگین بارش سالیانه داران، ۳۵۰ میلی‌متر است.

## مردم
رزم‌آرا زبان و مذهب اهالی داران را فارسی و شیعه اثنی‌عشری و در قراء ارمنی نشین ارمنی و مسیحی دانسته است. در حال حاضر زبان اهالی به ترتیب ترکی ، بختیاری و فارسی می‌باشد.

## کشاورزی
مهم‌ترین محصولات کشاورزی این منطقه گندم، ذرت، یونجه، جو و سیب زمینی است. انواع گونه‌های درختی داران شامل گردو، آلو، آلبالو، زردآلو و سیب درختی می‌باشد.

در سال ۱۳۱۶ هجری خورشیدی، داران مرکز شهرستان فریدن شد که امروزه شامل چهار شهرستان فریدن، چادگان، فریدون‌شهر و بوئین میاندشت است.